# Li Yewen
Li Yewen (ur. 10 maja 1985) – chiński judoka.
Startował w Pucharze Świata w 2009 i 2012. Srebrny medalista igrzysk Wschodniej Azji w 2009 roku.